# Jean-Joseph De Clercq
Jean Joseph Julien De Clercq (Ekeren, 31 augustus 1888 - Antwerpen, 19 januari 1967) was een Belgisch Advocaat en politicus voor het Katholiek Verbond van België.

## Levensloop
De Clercq promoveerde tot doctor in de rechten en vestigde zich als advocaat in Antwerpen.
Hij werd katholiek senator voor het arrondissement Antwerpen in 1931, in opvolging van de overleden Alphonse Ryckmans. Hij vervulde dit mandaat tot in 1946.
Hij was vooral actief binnen de christelijke ziekenbonden. Hij was nationaal voorzitter van de Landsbond der Christelijke Mutualiteiten van 1927 tot 1946.
Tijdens de Tweede Wereldoorlog werd hij door de bezetter niet aanvaard in deze functie. Hij nam ontslag maar bleef als "technisch raadgever" in feite de landsbond verder leiden.

## Publicaties
- De betrekkingen tusschen de werkgeversorganisaties en de mutualiteit, Brecht, 1927.
- La XIIIe loi générale sur les pensions de vieillesse, Gent, 1937